# Alfredo da Motta
Alfredo da Motta   (Rio de Janeiro, 12 de gener de 1921 - Rio de Janeiro, 22 d'abril de 1998) fou un jugador de bàsquet brasiler que va competir durant les dècades de 1940 i 1950.
El 1948 va prendre part en els Jocs Olímpics de Londres, on guanyà la medalla de bronze en la competició de bàsquet. Quatre anys més tard, als Jocs de Hèlsinki, fou sisè en la competició de bàsquet.
En el seu palmarès també destaquen una medalla de plata al Campionat del Món de bàsquet de 1954, una de bronze als Jocs Panamericans de 1951 i una d'or (1945) i tres de plata (1947, 1949 i 1953) al Campionat sud-americà de bàsquet.